# 肖念涛
肖念涛（1971年10月11日—2020年3月2日），男，湖南洞口人，中国小说家、散文家、文学评论家。中国作家协会会员，湖南省散文学会常务副会长，《湖南散文》执行主编。

## 生平
1971年10月11日生于湖南洞口县。毕业于洞口一中。1991年保送复旦大学失利，复读两年未果后，1993年入读湖南财经学院。1997年毕业，1998年入湖南省财政厅工作，曾任机关党委办公室副主任。2015年参与成立湖南省散文学会，任常务副会长，《湖南散文》执行主编。散文《灵魂山水》入选《2002年中国精短美文100篇》。2003年出版以高考为题材的长篇小说《独木桥上》，2018年出版中篇小说集《冰清玉洁的丰盈》。2019年获批准加入中国作家协会。2020年3月2日在长沙逝世，年仅48岁。